# カミール・シャムーン
カミール・シャムーン（アラビア語表記كميل شمعون, Kamīl Shamʿūn, カミール・シャムウーン、1900年4月3日 - 1987年8月7日）は、レバノンの政治家。同国大統領（第9代：1952-1958）を務めた。フランス植民地時代から頭角を現し、独立後の長きに渡りキリスト教徒を指導したがレバノン内戦（1975-1990）の間に政治的影響力を失った。

## 若年時代
シャムーンは、1900年4月3日に、デイル・エル＝カマールでキリスト教マロン派（マロン典礼カトリック教会）の家庭に生まれた。フランスへ留学し、弁護士となった。1934年の議会選挙で初めて、国会議員に選出され、1937年、1943年と再選された。
1943年11月11日、レバノンがフランスからの独立を企図した際には、ビシャーラ・アル＝フーリーと同様に、11日間の投獄生活を余儀なくされたが、レバノン国民の抗議により、レバノンの独立が達成されると同時に、釈放された。
1947年、1951年にも、国会議員に再選されると同時に、1944年から1946年には駐英レバノン大使、その後には、国連大使にも任命された。

## 大統領時代前半（1952年から1957年）
1951年のリヤード・アッ＝スルフ首相の暗殺、フーリー大統領周辺の汚職で、レバノン政治は混乱したため、1952年、シャムーンは、フーリーに変わる形で、大統領に選出された。
シャムーンの政治スタイルは、スルフが暗殺されたことによって、スルフに代わる政治指導者がスンナ派の中にいなかったことから、ラシード・カラーミー、サーミー・アッ＝スルフ、アブドッラー・アル＝ヤーフィー、サイーブ・サラームの4人を次々と首相に任命、交代させることで、自らの政策、都合に合わせて、組閣をする自由を持っていた。
その中での功績は、自由な世論を許したことであり、フーリー政権の自由経済政策を継承した。その結果、レバノン経済は繁栄を極め、首都ベイルートは中東で有数の金融センターへと成長した。

## レバノン危機
このように、シャムーン政権は、繁栄を謳歌した時代であったが、周辺諸国の政変がレバノンの繁栄を許さなかったことも確かであった。
1952年のエジプト革命によって、ファールーク1世がヨーロッパに亡命を余儀なくされ、事実上、ムハンマド・アリー朝が崩壊すると、政治の実権を掌握したガマール・アブドゥン＝ナーセルは、汎アラブ主義がアラブ世界で台頭し、支持を集めるようになった。
1956年、第二次中東戦争が勃発するとヤーフィー首相、サラーム国務大臣は、イギリスとフランスとの断交を迫ったが、この提案は、キリスト教徒のシャムーンには受け入れがたかった。2人の大臣は辞職し、サーミー・アッ＝スルフが首相に再任されたが、エジプトとの関係は緊張した。
1957年のアイゼンハワー・ドクトリンの受諾は、エジプトとの対立を決定的なものにした。この宣言の内容は、アメリカと国益を共にする中東諸国が攻撃を受けた場合、アメリカは武力を行使することが出来るというものであった。
1958年、任期終了を近く迎えていたシャムーンに対して、レバノン国内では、袂を分かったヤーフィー、サラームなどのスンナ派グループ、また、シャムーンに粗略に扱われていたキリスト教徒グループは大同団結し、シャムーンの辞任を要求した。とはいえ、初夏の総選挙では、シャムーンの外交政策を支持したキリスト教徒グループ（カターイブ党、民族ブロック）や当時は、イスラム教側も宗派色が強くなかったためにムスリムの多数もシャムーンを支持した結果、シャムーンは選挙に圧勝した。
しかし、ヤーフィー、サラームといった首相経験者のみならず、若きドゥルーズ派の政治指導者カマール・ジュンブラート、ティルス地区のシーア派指導者が落選するこの選挙結果は、レバノン国内の情勢を物騒なものにした。シャムーンによる選挙結果の操縦、新議会でのシャムーンの大統領任期の延長の可能性などから、合法的な政治活動は、困難と見た反対派の一部は、テロへ走った。
さらに、対外情勢がシャムーンの立場を難しくしていた。エジプトの影響の拡大は、アラブ世界に広がりを見せており、1958年2月のエジプトとシリアの合邦によるアラブ連合共和国の成立が、レバノンの暴動をさらに過激なものとした。レバノン国内では、ムスリムを中心にレバノンのアラブ連合共和国への参加を求めるデモが頻発した。加えて、シリアからレバノンへ武器が流入する事態にいたり、国境地帯をレバノン政府は管理することが困難な状況に陥ってしまった。さらに、7月14日、イラクでのクーデターによる政権の転覆が決定打となった。
暴動を鎮圧するためにレバノン軍を出動させようにも、軍の首脳だったフアード・シハーブ将軍は慎重な姿勢を崩さなかった。その背景には、軍隊によるムスリム鎮圧は将来のレバノン政治になお、いっそうの混乱をきたすと考えていたからであり、シャムーンは、これらの暴力行為を抑える友好的な手段を持っておらず、アメリカを頼らざるを得なかった。
アイゼンハワー・ドクトリンとシャムーンの要請に基づき、アメリカ海兵隊がベイルートに上陸した。その翌日には、アイゼンハワー大統領の特使として、国務次官のロバート・マーフィーがレバノンに派遣され、各宗派間の意見の調整が行われた。その結果、シハーブがシャムーンに代わり、大統領に就任した。

## 国民自由党の結成
レバノン危機により、下野せざるを得なくなったシャムーンは、1958年に国民自由党（en:National Liberal Party (Lebanon)、NLP）を結成した。NLPのリーダーとして、1960年の総選挙で国会議員として返り咲いたが、1964年の総選挙では、シハーブ大統領の選挙区変更によって、落選した。NLPはシハーブの政策をゲリマンダーと非難したが、1968年、1972年の選挙では、再び、国会議員に返り咲いた。特に、1968年の総選挙では、NLPは、99議席中11議席を獲得し、最大の単一政党としての議席数を誇った。

## レバノン内戦

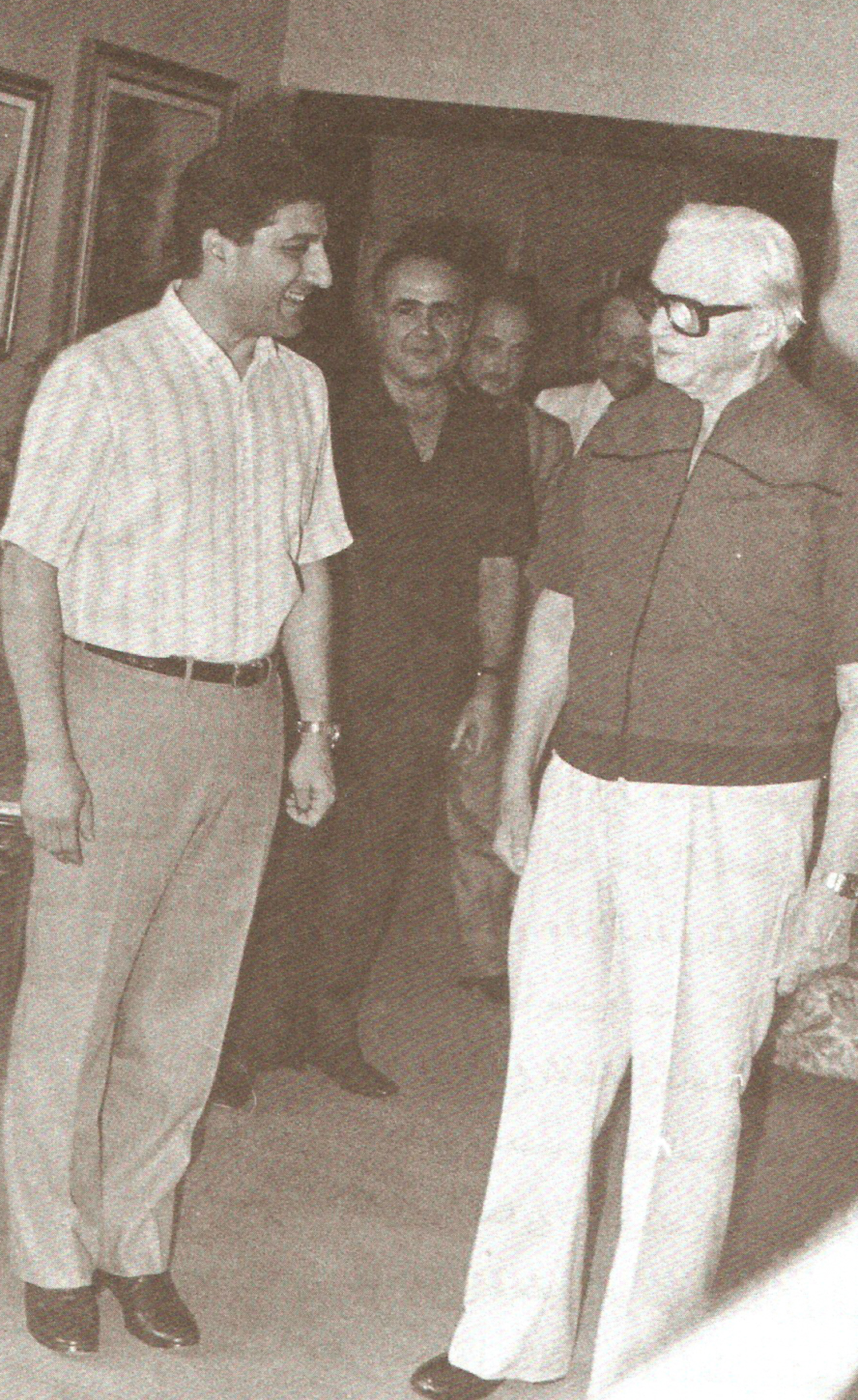
バシール・ジェマイエル（左）と

1970年代から1980年代にかけて、シャムーンは、内閣で主要な役割を果たした。1975年に始まるレバノン内戦において、シャムーンは、政党の民兵組織であるタイガー（en:Tigers Militia (Lebanon)）に参加して、NLPを指導した。内戦の初期、シャムーンは、三部同盟を結成することで、マロン派のNLP、国民ブロック、カターイブ党を合同させると同時に、民兵組織では、レバノン軍団（en:Lebanese Forces）を発足させ、1976年から3年間、レバノン軍団の議長に就任した。
内戦の初期、シャムーンは、シリアと提携し、シリア軍をレバノン国内に誘導することで、レバノン国民戦線(LNM)とLNMを支援するパレスチナ勢力に対抗させたが、徐々に、シャムーンはシリアと対立関係に陥った。1980年には、NLPの民兵組織タイガーは、シャムーンの宿敵であるバシール・ジェマイエルと彼が組織するレバノン軍団によっての攻撃を受け、破壊された。1982年のイスラエルによるレバノン侵攻（en:1982 Lebanon War）後は、シャムーンは、シリアによるレバノン占領に対抗するために、イスラエルとの関係を深めるようになった。

## 晩年
1984年、シャムーンは、副首相として、内閣に参加し、1987年8月7日に、ベイルートで病没するまで、そのポストにあり続けた。
また、彼の2人の子供のダーニー・シャムウーンとドゥリー・シャムウーンも政治家であり、国民自由党を指導した。